# Ivaí (1858)
La cañonera a vapor Ivaí (o Ivahy) fue un navío de la Marina del Imperio del Brasil que sirvió en la Guerra de la Triple Alianza.

## Historia
Buque mixto (vela y vapor) con casco acorazado, era impulsado por una máquina de vapor con una potencia de 80 HP que impulsaban una única hélice. Tenía 44.2 m de eslora, 7.4 m de manga, 2.6 m de calado y 400 t de desplazamiento. Montaba 2 cañones de 32 en batería y 8 de 68 en cureñas separadas.
La Ivaí, primer y único navío en llevar ese nombre en homenaje al río Ivaí en el Estado de Paraná, fue construida en Inglaterra junto a sus gemelas Araguaia, Araguary e Iguatemy bajo la fiscalización del entonces vicealmirante Joaquim Marques Lisboa, futuro almirante Tamandaré. 
Botada en 1858, el 31 de julio arribó a Recife proveniente de Plymouth, tras una travesía de 23 días con escalas en Lisboa y São Vicente (Cabo Verde), incorporándose a la marina imperial al mando del teniente 1° José Pereira dos Santos.
Al producirse la Invasión Brasileña de 1864 al Uruguay, la Ivaí fue destinada al frente del río Uruguay. 
El 4 de diciembre de 1864 integró junto a las corbetas Recife, Belmonte y Paranahiba y la cañonera Araguaia, la división que al mando del almirante Tamandaré, desembarcó las fuerzas brasileñas que iniciaron el sitio de Paysandú
Permaneció en el área apoyando las operaciones del sitio hasta la caída de la plaza el 2 de enero de 1865.
Participó del combate de Paso de Cuevas, librado el 12 de agosto de 1865 por la flota argentino-brasileña al forzar ese paso de la provincia de Corrientes controlado por fuerzas paraguayas al mando de José María Bruguez.
El 15 y 16 de agosto de 1866 tomó parte del bombardeo de la Fortaleza de Itapirú protegiendo el desembarco de las tropas del ejército.
Al mando del teniente 1° Arthur Silveira da Mota, el 31 de julio de 1867 auxilió en el transporte del 3° Cuerpo de Ejército desde Itaití a Paso de la Patria.